# 1312
1312 (MCCCXII) je bilo prestopno leto, ki se je po julijanskem koledarju začelo na soboto.

## Dogodki

### Angleški dvor
- 13. januar - Anglija: Piers Gaveston, zaupnik kralja Edvarda II., se že kmalu po izgnanstvu na veliko nejevoljo angleškega plemstva vrne v Anglijo.
- 18. januar - Kralj Edvard II. razveljavi razsodbo o Gavestonu in mu vrne privilegije. Poteza je zadosten razlog za vojno kralja z nepokornimi baroni, ki zavračajo vsako udeležbo Gavestona v politiki.
- 4. maj - Newcastle: Edvard II. in Piers Gaveston komaj ubežita uporniški zasedi.
- 19. maj - Piers Gaveston se preda upornim baronom, ki mu jamčijo varnost pri pogajanjih s kraljem.
- 9. junij - En od baronov grof Pembroški, ki jamči za varnost Gavestona, za kratek čas pusti Gavestona samega. Njegovo nepazljivost izkoristi drugi baron grof Warwicka, ki ga odvede v svojo utrdbo.
- 19. junij - Po zrežiranem sodnem procesu grof Warwicka obsodi Piersa Gavestona na smrt in ga da usmrtiti. Ker je usmrčeni izobčen, je njegova justifikacija pravno veljavna, ne morejo ga pa niti cerkveno pokopati.

### Henrik VII. Luksemburški v Italiji
- januar - Upori v Lombardiji proti nemški invazijski vojski Henrika VII. Luksemburškega. Upornike financirajo Florentinci. Po dveh mesecih bivanja v Genovi se Henrik VII. odpravi v gibelinsko Piso.
- 7. maj - Neapeljski Anžujci in Rimljani preprečijo nemški vojski vstop v Rim.
- 29. junij - Rim: kronanje nemškega kralja Henrika VII. Luksemburškega za rimsko-nemškega cesarja.  Ker se papež Klemen V. nahaja v Avignon in nima namena priti v Rim, kronanje opravijo trije gibelinski kardinali.
  - Henrik VII. okliče neapljskega kralja Roberta Anžujskega za svojega vazala.
- september - Razmere v Rimu postanejo za cesarja Henrika VII. zadosti vroče, da se umakne nazaj v Toskano (Arezzo). Do konca leta si podredi velik del Toskane brez ključnih gvelfovskih mest (Firence, Siena, Lucca). 1313 ↔

### Ostalo
- april - Viennski Koncil: vnaprej zrežiran koncil, ki ga je na zahtevo francoskega kralja Filipa IV. Lepega sklical papež Klemen V., doseže obsodilen sklep o zadevi templarjev. Z bulo Vox in excelso je red templarjev razpuščen, z naslednjo bulo Ad providam pa večino templjarskega premoženja dobi viteški red hospitalcev. 1314 ↔
- 13. maj - Umrlega vojvodo Zgornje Lorene Teobalda II. nasledi sin Friderik IV.
- 15. junij - Bitka pri Rozgonyju: ogrski kralj Karel I.[1] uspe v zelo krvavi in tesni bitki odločujoče poraziti madžarsko plemiško hišo Aba, ki je vladala severnovzhodni Ogrski. Bitko je nazadnje odločila disciplina hospitalcev, ki so na strani Karla I.. S porazom te močne plemiške hiše si kralj utrdi oblast v tem delu Ogrske, kar je prvi korak dominacije ostalih ogrskih oligarhov v njihovih domenah. Poraz hiše Aba je resen udarec za najmočnejšega ogrskega oligarha Mateja III. Žaka, ki je za Karla I. naslednji, da mu pokaže, kdo je vladar Ogrske. 1314 ↔
- 3. julij - Umrlega beneškega doža Marina Zorzija nasledi Giovanni Soranzo, 51. beneški dož po seznamu.
- 27. avgust - Umrlega bretonskega vojvodo Arturja II. nasledi njegov najstarejši sin Ivan III.
- 7. september - Jaén: med ponovnimi pripravami na vojno z Granadskim emiratom umre kastiljski kralj Ferdinand IV.. Nasledi ga enoletni sin Alfonz XI., sorodniki pa se med sabo sprejo za regentstvo. Mavri v Granadskem emiratu si začasno oddahnejo.
- 27. september - Kortenberška listina: vojvoda Brabanta Ivan II. sprejme ustavnodajno listino, s katero podeli več pravic plemstvu in mestom. Hudo bolan želi namreč omogočiti mirno tranzicijo oblasti na svojega sina. ↓
- 27. oktober → Umrlega brabantskega vojvodo Ivana II. nasledi v vojvodinah Brabant in Limburg najstarejši sin Ivana III.
- 9. november - Po smrti vojvode Spodnje Bavarske Otona III. Wittelsbaškega nasledi omenjeno vojvodino (in elektorski glas) njegov novorojeni sin Henrik XV.. Ker je tudi sovladar Henrik XIV. mladoleten, vojvodino Spodnjo Bavarsko vodita regenta iz Zgornje Bavarske Rudolf I. in Ludvik IV.
- Sicilski kralj Friderik III. ugodi prošnji Katalonske združbe in ji za atenskega vojvodo imenuje svojega mladoletnega sina Manfreda. Za regenta pošlje dvornika Berengarja Estañola, ki okrepi položaj Kataloncev v Atiki in Beociji. 1316 ↔
- Bitka pri Galipoliju: bizantinsko-srbska-genovska koalicija odločujoče porazi Turke v Trakiji. Medtem ko srbsko-bizantinska vojska napreduje po kopnem, jim genovska mornarica prepreči beg čez ožino. Skoraj vsi Turki, kar je okoli 2000, so pobiti.
- Bitka pri Amorgosu, Egejsko morje: rodoški hospitalci premagajo piratske Turke v pomorski bitki.
- Umrlega kana Zlate horde Tohto nasledi nečak Uzbeg kan‎. Sprva mu je mnogo mongolskega plemstva nenaklonjenega. 1313 ↔
- Genovski pomorščak Lancelotto Malocello, ki verjetno išče izgubljeno odpravo bratov Vivaldi iz leta ← 1291, pripluje na Kanarske otoke, kjer ostane naslednjih 20 let. 1341 ↔
- Vladar (mansa) Malijskega imperija Abu Bakr II. se s floto 2000 pirog odpravi na skrivnostno potovanje proti zahodu, da bi raziskal meje Oceana. Nobene sledi ni več o njem. Malijski imperij nasledi regent Musa I., ki sklene diplomatske vezi z Marokom, Portugalsko, Tunizijo in Egiptom.
- Pomeranijsko mesto Rügenwalde prevzame zakone[2] mesta Lübeck, korak v postopnem oblikovanju trgovsko-politične zveze Hansa.
- Zgornji Nil: egiptovski mameluki vpadejo v krščansko nubijsko kraljestvo Makurijo, ki je zavrnila plačilo tributa. 1315 ↔

## Rojstva
- 28. avgust - Henrik XV., vojvoda Spodnje Bavarske († 1333)
- 17. september - William Donn de Burgh, hiberno-normanski plemič, 3. grof Ulster († 1333)
- 13. november - Edvard III., angleški kralj († 1377)
- Grigor Preljub, srbski vojvoda († 1356)
- Humbert II., dauphin Viennosa[3] († 1355)
- Novella d'Andrea, italijanska (bolognjska) pravnica († 1346)
- Vilijem II., atenski vojvoda († 1338)
- William de Bohun, angleški plemič, 1. grof Northampton († 1360)
- Zanobi da Strada, italijanski prevajalec († 1361)

## Smrti
- 23. januar - Izabela Villehardouinška, kneginja Ahaje (* 1263)
- 13. maj - Teobald II., vojvoda Zgornje Lorene (* 1263)
- 19. junij - Piers Gaveston, gaskonjski plemič, 1. grof Cornwall (* 1284)
- 3. julij - Marino Zorzi, beneški dož (* 1231)
- 27. avgust - Artur II., bretonski vojvoda (* 1262)
- 7. september - Ferdinand IV., kastiljski kralj (* 1285)
- 27. oktober - Ivan II., vojvoda Brabanta (* 1275)
- 28. oktober - Elizabeta Koroška, nemška kraljica (* 1262)
- 6. november - Kristina iz Stommelna, nemška krščanska mistikinja, begina (* 1242)
- 9. november - Oton III./Béla V., vojvoda Spodnje Bavarske, kralj Ogrske (* 1261)
- Abu Bakr II., vladar Malijskega imperija
- Cecco Angiolieri, italijanski pesnik (* 1260)
- Gaddo Gaddi, italijanski slikar (* 1240)
- Gvido della Torre, milanski vladar (* 1259)
- Madog ap Llywelyn, titularni valižanski princ, upornik
- Malatesta da Verucchio, italijanski gvelf, vladar Riminija, ustanovitelj hiše Malatesta (* 1212)
- Tohta, kan Zlate horde